# Pityohyphantes cristatus coloradensis
Pityohyphantes cristatus là một loài nhện trong họ Linyphiidae.
Loài này thuộc chi Pityohyphantes. Pityohyphantes cristatus coloradensis được Ralph Vary Chamberlin & Wilton Ivie miêu tả năm 1942.